# Colombine (Alto Saona)
Colombine es una comuna nueva francesa situada en el departamento de Alto Saona, de la región de Borgoña-Franco Condado.

## Historia
Fue creada el 1 de enero de 2025, en aplicación de una resolución del prefecto de Alto Saona de 13 de diciembre de 2024 con la unión de las comunas de Choye y Villefrancon, pasando a estar el ayuntamiento en la antigua comuna de Choye.

## Demografía
Según los datos aportados en la resolución del prefecto de Alto Saona, la comuna se crea con 639 habitantes.

## Composición
| Comuna delegada | Código INSEE | Población (2022) | Superficie (km²) | Densidad (hab./km²) |
| --------------- | ------------ | ---------------- | ---------------- | ------------------- |
| Choye           | 70152        | 475              | 14.4             | 33                  |
| Villefrancon    | 70557        | 126              | 5.65             | 22                  |